# 저우보화
저우보화(중국어 간체자: 周伯华, 정체자: 周伯華, 한자음: 주백화, 1948년 7월 ~ )는 중화인민공화국의 정치인이다. 후난성 성장과 국가공업상업행정 관리총국 국장을 역임했다.

## 생애
후난성 샹탄시 출신으로 1965년부터 1968년까지 후난성 주저우시 분말야금학교에서 희토류학을 전공했다. 1970년 중국 공산당에 입당했다. 1981년부터 1982년까지 후난성 주저우시 경제위원회에서 부주임을 역임하고, 1986년까지 후난성 성위원회 정책연구실에서 부처급 연구원으로 있었다. 1986년부터 1990년까지 중국공산당 주저우시 시위원회 상임위원과 주저우시 상무부시장을 지냈다. 1990년부터 1993년까지는 중국공산당 후난성 주저우시 시위원회 부서기와 부시장, 시장을 역임하고 1995년까지 후난성 인민정부 부성장을 지냈다. 이후 2001년까지 중국공산당 후난성 성위원회 상무위원과 후난성 부성장을 지냈고 2001년 11월부터 후난성 성위원회 부서기와 부성장으로 일했다. 2006년 9월부터 후난성 성위원회 부서기와 후난성 성장대리, 성장을 이어서 맡았고 2006년 10월 국가공상행정관리 총국장으로 임명되었다.